# Lễ hội Ok om bok
Lễ hội Ok Om Bok hay Óóc om bóóc (Phiên âm: Ak Ambok, tiếng Khmer: អកអំបុក, IPA: [ʔɑk ɑmboːk]) hay hội đút cốm dẹp. Đút cốm dẹp trong lúc cúng trăng nên còn gọi là Lễ cúng trăng của người Khmer. Lễ hội được tổ chức vào khoảng Rằm tháng 10 Âm lịch hằng năm (do cách tính thời gian có sự chênh lệch), như là chấm dứt lễ hội Bon Om Touk.  Đây là lúc kết thúc vụ mùa, người Khmer tổ chức lễ đút cốm dẹp ước nguyện những điều tốt đẹp trước khi nuốt với sự chứng kiến của người lớn tuổi và thần Mặt Trăng, vật cúng trăng là thành quả mùa vụ để tỏ lòng biết ơn đến Thần Mặt Trăng - vị thần đang mang đến cho họ một vụ mùa tốt tươi và những điều ước tốt đẹp.. Trong dịp Lễ hội có các hoạt động văn hóa chính như: lễ cúng trăng, thả đèn gió, đèn nước; hội đua Ghe Ngo. Lễ Óok om bóoc được tổ chức ở Campuchia cũng như tỉnh Sóc Trăng là lớn nhất vì nơi đây tổ chức Hội đua ghe Ngo lớn thu hút nhiều vận động viên và người xem cực đông. Lễ thường có nhiều chùa từ khắp nơi đến để đóng những chiếc bè có hình dáng như những ngôi chùa thu nhỏ và có các nhà sư đến để làm  lễ và đọc kinh.
Trong thời gian lễ hội Ók_om_bók ở nhiều nơi còn có các hoạt động văn nghệ, thể thao, hội chợ đi cùng. Do có nhiều hoạt động hấp dẫn, lễ hội thu hút được nhiều người dân tộc khác đến chung vui, kể cả người nước ngoài.
Ok Ombok là dịp để người Khmer Nam Bộ thể hiện bản sắc văn hóa của dân tộc mình đồng thời là dịp để các dân tộc anh em có dịp tìm hiểu và giao lưu văn hóa với nhau.

## Truyền thuyết
Lịch sử của lễ Ok Ombok có từ nhiều năm trước. Người ta tin rằng vào thời vua Barom Reachea III, ông đã mơ thấy Indra chiến đấu với một con quỷ trong pháo đài Longvek. Rechea nhìn thấy Indra ném một tia sét để giết chết con quái vật. Đột nhiên tiếng sấm sét đánh thức hắn. Vào buổi sáng, ông cử các sĩ quan của mình đi kiểm tra vùng đất xung quanh ở Banteay Longvek và tìm thấy địa điểm xảy ra một vụ sét đánh thực sự. Nhà vua bắt đầu "Krong Peali", làm lễ cầu nguyện các vị thần của tám vị thần chỉ đường trong ba ngày. Ông ra lệnh cho quân đội xây dựng một ngôi chùa thờ thần Indra gọi là "chùa Indra" ở tỉnh Kampong Chhnang và sau đó đổi tên thành Wat Preah Indra Tep bằng cách xây dựng một bức tượng Đức Phật ở Kampong Chhnang. Khi công trình xây dựng chùa hoàn thành, ông đã tổ chức lễ truyền bá ombok này.